# Pallavolo Mondovì 2022-2023
Questa voce raccoglie le informazioni riguardanti la Pallavolo Mondovì nelle competizioni ufficiali della stagione 2022-2023.

## Stagione
Nella stagione 2022-23 la Pallavolo Mondovì assume la denominazione sponsorizzata di Lpm Bam Mondovì.
Partecipa per la settima volta consecutiva al campionato di Serie A2 terminando il girone A della regular season al quinto posto in classifica: disputa quindi la pool promozione che chiude al settimo posto.
A seguito del quinto posto in classifica al termine del girone di andata, si qualifica per la Coppa Italia di Serie A2 dove viene eliminata nei quarti di finale dalla Millenium Brescia.

## Organigramma societario
Area direttiva
- Presidente: Alessandro Fissolo
- Vicepresidente: Ilaria Boetti
- Vicepresidente onorario: Edoardo Cattaneo
- Direttore sportivo: Paolo Borello
- Direttore esecutivo: Giusy Bertolotto
- Team manager: Massimo Rubado
- Area finanziaria: Pier Domenico Ravera

Area tecnica
- Allenatore: Matteo Solforati
- Allenatore in seconda: Claudio Basso
- Assistente allenatore: Roberto Chionetti
- Scout man: Massimo Gazzola

Area comunicazione
- Grafica: Ilaria Boetti

Area marketing
- Responsabile marketing: Corrado Caviglia

Area sanitaria
- Preparatore atletico: Luca Rolando, Lollo Arioli
- Fisioterapista: Sergio Gandolfi
- Nutrizionista: Romina Camperi
- Ortopedico: Daniele Imarisio

## Rosa
| N° | Nome              | Ruolo | Data di nascita   | Nazionalità sportiva |
| -- | ----------------- | ----- | ----------------- | -------------------- |
| 1  | Nadine Zech       | S     | 3 luglio 2003     | Italia               |
| 2  | Marika Longobardi | S     | 2 marzo 1998      | Italia               |
| 3  | Alessia Populini  | S     | 10 settembre 2000 | Italia               |
| 5  | Morgana Giubilato | L     | 13 aprile 2001    | Italia               |
| 8  | Alessandra Colzi  | C     | 1º maggio 1997    | Italia               |
| 11 | Valeria Pizzolato | C     | 20 maggio 1999    | Italia               |
| 12 | Laura Grigolo     | S     | 1º marzo 1996     | Italia               |
| 13 | Chiara Riparbelli | C     | 26 aprile 1996    | Italia               |
| 14 | Beatrice Giroldi  | P     | 3 aprile 1995     | Italia               |
| 15 | Ana Takagui       | P     | 26 ottobre 1987   | Brasile              |
| 17 | Clara Decortes    | O     | 7 marzo 1996      | Italia               |
| 18 | Veronica Bisconti | L     | 27 gennaio 1991   | Italia               |

## Mercato
| Acquisti | Acquisti          | Acquisti          | Acquisti   |
| R.       | Nome              | da                | Modalità   |
| -------- | ----------------- | ----------------- | ---------- |
| C        | Alessandra Colzi  | Olimpia Teodora   | definitivo |
| O        | Clara Decortes    | Roma Club         | definitivo |
| P        | Beatrice Giroldi  | Millenium Brescia | definitivo |
| S        | Laura Grigolo     | Talmassons        | definitivo |
| S        | Marika Longobardi | Modica            | definitivo |
| C        | Valeria Pizzolato | Helvia Recina     | definitivo |
| C        | Chiara Riparbelli | Soverato          | definitivo |
| P        | Ana Takagui       | RC Cannes         | definitivo |
| S        | Nadine Zech       | Aragona           | definitivo |

| Cessioni | Cessioni           | Cessioni      | Cessioni   |
| R.       | Nome               | a             | Modalità   |
| -------- | ------------------ | ------------- | ---------- |
| S        | Giulia Bonifacio   | Binghamton    | definitivo |
| P        | Maria Luisa Cumino | -             | ritirata   |
| C        | Sofia Ferrarini    | Esperia       | definitivo |
| S        | Leah Hardeman      | Thetis        | definitivo |
| C        | Beatrice Molinaro  | Helvia Recina | definitivo |
| C        | Mila Montani       | -             | ritirata   |
| P        | Laura Pasquino     | Esperia       | definitivo |
| O        | Veronica Taborelli | Talmassons    | definitivo |
| S        | Francesca Trevisan | Offanengo     | definitivo |

## Risultati

### Serie A2

#### Girone di andata
| 1ª Giornata - 23 ottobre 2022 PalaManera, Mondovì                          | Mondovì           | 1 - 3 | Futura Giovani | 21-25, 18-25, 25-17, 19-25        |
| 2ª Giornata - 30 ottobre 2022 PalaBione, Lecco                             | Lecco Picco       | 1 - 3 | Mondovì        | 25-17, 11-25, 20-25, 20-25        |
| 3ª Giornata - 6 novembre 2022 PalaManera, Mondovì                          | Mondovì           | 3 - 1 | Alba           | 25-22, 17-25, 25-23, 25-16        |
| 4ª Giornata - 9 novembre 2022 PalaSanbapolis, Trento                       | Trentino          | 3 - 0 | Mondovì        | 25-21, 25-21, 25-17               |
| 5ª Giornata - 13 novembre 2022 PalaGeorge, Montichiari                     | Millenium Brescia | 3 - 1 | Mondovì        | 25-17, 19-25, 25-15, 25-22        |
| 6ª Giornata - 20 novembre 2022 PalaManera, Mondovì                         | Mondovì           | 3 - 0 | Club Italia    | 25-21, 25-19, 25-17               |
| 7ª Giornata - 23 novembre 2022 Palestra Vezio Magagni, Castelnuovo Rangone | Montale           | 1 - 3 | Mondovì        | 16-25, 25-18, 21-25, 17-25        |
| 8ª Giornata - 27 novembre 2022 PalaManera, Mondovì                         | Mondovì           | 3 - 1 | Idea Sassuolo  | 25-17, 25-18, 25-27, 25-20        |
| 9ª Giornata - 4 dicembre 2022 Geopalace, Olbia                             | Hermaea           | 3 - 2 | Mondovì        | 19-25, 27-25, 13-25, 26-24, 15-10 |
| 10ª Giornata - 10 dicembre 2022 PalaRadi, Cremona                          | Esperia           | 0 - 3 | Mondovì        | 19-25, 18-25, 19-25               |
| 11ª Giornata - 18 dicembre 2022 PalaManera, Mondovì                        | Mondovì           | 0 - 3 | Offanengo      | 23-25, 24-26, 18-25               |

#### Girone di ritorno
| 12ª Giornata - 26 dicembre 2022 PalaBorsani, Castellanza             | Futura Giovani | 3 - 0 | Mondovì           | 25-22, 25-14, 28-26               |
| 13ª Giornata - 8 gennaio 2023 PalaManera, Mondovì                    | Mondovì        | 3 - 0 | Lecco Picco       | 25-17, 25-19, 25-23               |
| 14ª Giornata - 15 gennaio 2023 PalaFrancescucci, Casnate con Bernate | Alba           | 0 - 3 | Mondovì           | 20-25, 16-25, 21-25               |
| 15ª Giornata - 22 febbraio 2023 PalaManera, Mondovì                  | Mondovì        | 1 - 3 | Trentino          | 20-25, 25-23, 25-27, 23-25        |
| 16ª Giornata - 22 gennaio 2023 PalaManera, Mondovì                   | Mondovì        | 3 - 1 | Millenium Brescia | 25-21, 25-16, 23-25, 25-19        |
| 17ª Giornata - 4 febbraio 2023 Centro Pavesi, Milano                 | Club Italia    | 0 - 3 | Mondovì           | 19-25, 19-25, 19-25               |
| 18ª Giornata - 8 febbraio 2023 PalaManera, Mondovì                   | Mondovì        | 3 - 1 | Montale           | 25-14, 19-25, 25-16, 25-21        |
| 19ª Giornata - 12 febbraio 2023 PalaPaganelli, Sassuolo              | Idea Sassuolo  | 2 - 3 | Mondovì           | 25-19, 25-12, 16-25, 16-25, 11-15 |
| 20ª Giornata - 19 febbraio 2023 PalaManera, Mondovì                  | Mondovì        | 3 - 1 | Hermaea           | 25-16, 25-15, 22-25, 28-26        |
| 21ª Giornata - 26 febbraio 2023 PalaManera, Mondovì                  | Mondovì        | 3 - 1 | Esperia           | 25-14, 25-17, 24-26, 25-15        |
| 22ª Giornata - 5 marzo 2023 PalaCoim, Offanengo                      | Offanengo      | 0 - 3 | Mondovì           | 13-25, 16-25, 18-25               |

#### Pool promozione
| 1ª Giornata - 12 marzo 2023 PalaManera, Mondovì                  | Mondovì              | 2 - 3 | Adolfo Consolini | 19-25, 25-22, 25-21, 17-25, 8-15 |
| 2ª Giornata - 18 marzo 2023 PalaManera, Mondovì                  | Mondovì              | 3 - 1 | Soverato         | 25-19, 25-14, 22-25, 25-18       |
| 3ª Giornata - 26 marzo 2023 Palazzetto dello Sport, Latisana     | Talmassons           | 0 - 3 | Mondovì          | 22-25, 15-25, 23-25              |
| 4ª Giornata - 2 aprile 2023 PalaManera, Mondovì                  | Mondovì              | 1 - 3 | Roma Club        | 25-21, 17-25, 18-25, 23-25       |
| 5ª Giornata - 8 aprile 2023 PalaFerroli, San Bonifacio           | Montecchio Maggiore  | 3 - 0 | Mondovì          | 30-28, 25-22, 25-16              |
| 6ª Giornata - 16 aprile 2023 Palazzetto dello Sport, Martignacco | Libertas Martignacco | 0 - 3 | Mondovì          | 20-25, 23-25, 21-25              |

### Coppa Italia di Serie A2
| Ottavi di finale - 30 dicembre 2022 PalaFerroli, San Bonifacio | Montecchio Maggiore | 2 - 3 | Mondovì | 21-25, 25-23, 25-17, 23-25, 12-15 |
| Quarti di finale - 18 gennaio 2023 PalaGeorge, Montichiari     | Millenium Brescia   | 3 - 2 | Mondovì | 25-22, 25-22, 22-25, 21-25, 20-18 |

## Statistiche

### Statistiche di squadra
| Competizione             | Punti | In casa | In casa | In casa | In trasferta | In trasferta | In trasferta | Totale | Totale | Totale |
| Competizione             | Punti | G       | V       | P       | G            | V            | P            | G      | V      | P      |
| ------------------------ | ----- | ------- | ------- | ------- | ------------ | ------------ | ------------ | ------ | ------ | ------ |
| Serie A2                 | 55    | 14      | 9       | 5       | 14           | 9            | 5            | 28     | 18     | 10     |
| Coppa Italia di Serie A2 |       | 0       | 0       | 0       | 2            | 1            | 1            | 2      | 1      | 1      |
| Totale                   | -     | 14      | 9       | 5       | 16           | 10           | 6            | 30     | 19     | 11     |

G = partite giocate; V = partite vinte; P = partite perse 

### Statistiche dei giocatori
| Giocatore     | Serie A2 | Serie A2 | Serie A2 | Serie A2 | Serie A2 | Coppa Italia di Serie A2 | Coppa Italia di Serie A2 | Coppa Italia di Serie A2 | Coppa Italia di Serie A2 | Coppa Italia di Serie A2 | Totale | Totale | Totale | Totale | Totale |
| Giocatore     | P        | PT       | AV       | MV       | BV       | P                        | PT                       | AV                       | MV                       | BV                       | P      | PT     | AV     | MV     | BV     |
| ------------- | -------- | -------- | -------- | -------- | -------- | ------------------------ | ------------------------ | ------------------------ | ------------------------ | ------------------------ | ------ | ------ | ------ | ------ | ------ |
| V. Bisconti   | 28       | 0        | 0        | 0        | 0        | 2                        | 0                        | 0                        | 0                        | 0                        | 30     | 0      | 0      | 0      | 0      |
| A. Colzi      | 19       | 66       | 48       | 14       | 4        | 2                        | 4                        | 3                        | 0                        | 1                        | 21     | 70     | 51     | 14     | 5      |
| C. Decortes   | 28       | 497      | 446      | 30       | 21       | 2                        | 45                       | 42                       | 1                        | 2                        | 30     | 542    | 488    | 31     | 23     |
| B. Giroldi    | 27       | 23       | 10       | 0        | 13       | 2                        | 5                        | 2                        | 3                        | 0                        | 29     | 28     | 12     | 3      | 13     |
| M. Giubilato  | 23       | 2        | 0        | 0        | 2        | 2                        | 0                        | 0                        | 0                        | 0                        | 25     | 2      | 0      | 0      | 2      |
| L. Grigolo    | 28       | 344      | 301      | 26       | 17       | 2                        | 31                       | 27                       | 2                        | 2                        | 30     | 375    | 328    | 28     | 19     |
| M. Longobardi | 23       | 169      | 139      | 17       | 13       | 2                        | 19                       | 18                       | 1                        | 0                        | 25     | 188    | 157    | 18     | 13     |
| V. Pizzolato  | 28       | 263      | 172      | 63       | 28       | 2                        | 21                       | 13                       | 8                        | 0                        | 30     | 284    | 185    | 71     | 28     |
| A. Populini   | 18       | 162      | 140      | 10       | 12       | 2                        | 21                       | 19                       | 0                        | 2                        | 20     | 183    | 159    | 10     | 14     |
| C. Riparbelli | 26       | 173      | 104      | 53       | 16       | 2                        | 12                       | 9                        | 3                        | 0                        | 28     | 185    | 113    | 56     | 16     |
| A. Takagui    | 23       | 32       | 10       | 14       | 8        | 0                        | 0                        | 0                        | 0                        | 0                        | 23     | 32     | 10     | 14     | 8      |
| N. Zech       | 9        | 10       | 9        | 1        | 0        | 0                        | 0                        | 0                        | 0                        | 0                        | 9      | 10     | 9      | 1      | 0      |

P = presenze; PT = punti totali; AV = attacchi vincenti; MV = muri vincenti; BV = battute vincenti